# Vepsänjärvi (sjö i Norra Österbotten)
Vepsänjärvi är en sjö i Finland. Den ligger i kommunen Uleåborg i landskapet Norra Österbotten, i den centrala delen av landet, 500 km norr om huvudstaden Helsingfors. Vepsänjärvi ligger 78,1 meter över havet. Arean är 1,11 kvadratkilometer och strandlinjen är 7,44 kilometer lång. Sjön  ingår i Kiminge älvs huvudavrinningsområde. 